# UnSun
UnSun – polska grupa muzyczna wykonująca gothic metal. Zespół początkowo pod nazwą Unseen powstał w 2006 roku z inicjatywy gitarzysty Maurycego "Mausera" Stefanowicza występującego do 2008 roku w grupie Vader oraz jego żony Anny występującej pod pseudonimem "Aya" (śpiew). Wkrótce potem dołączyli perkusista grupy Indukti Wawrzyniec "Vaaver" Dramowicz oraz basista Filip "Heinrich" Hałucha znany m.in. z występów w grupach Vesania oraz Rootwater. 
W 2007 roku grupa podpisała kontrakt płytowy z wytwórnią muzyczną Mystic Production, a rok później z wytwórnią Century Media Records nakładem której 22 września 2008 roku ukazał się debiutancki album zespołu zatytułowany The End of Life, zarejestrowany w olsztyńskim Studio X. Płyta była promowana podczas trasy koncertowej Black Sun Tour 2008 w Polsce.
11 października 2010 roku ukazał się drugi album studyjny formacji zatytułowany Clinic For Dolls. Po nagraniach płyty zespół opuścili Hałucha i Dramowicz. Nowym basistą i perkusistą zostali odpowiednio Patryk "Patrick" Malinowski oraz Wojciech "Gonzo" Błaszkowski znany z występów w zespole Non Opus Dei. Trzy dni przed premierą płyty zespół rozpoczął europejską trasę koncertową Rubcion Tour poprzedzając występy formacji Tristania. Muzycy wystąpili m.in. we Francji, Niemczech, Holandii i Anglii. W ramach promocji do utworu "Home" został zrealizowany teledysk. Zdjęcia odbyły się w Terespolu, Wolsztynie oraz w Łodzi. Obraz został wyprodukowany przez Mania Studio.
5 lutego 2016 roku z powodu problemów zdrowotnych wokalistki, zespół podjął decyzję o rozwiązaniu grupy.

## Dyskografia
| Rok  | Tytuł                                                                                        | Pozycja na liście |
| Rok  | Tytuł                                                                                        | JPN               |
| ---- | -------------------------------------------------------------------------------------------- | ----------------- |
| 2008 | The End of Life - Data: 22 września 2008 - Wydawca: Century Media Records, Mystic Production | 143               |
| 2010 | Clinic For Dolls - Data: 20 września 2010 - Wydawca: Mystic Production, Avalon/Marquee       | 218               |

## Teledyski
| Rok  | Tytuł      | Reżyseria/Realizacja           | Album            | Źródło |
| ---- | ---------- | ------------------------------ | ---------------- | ------ |
| 2008 | "Whispers" | Dariusz Szermanowicz, Grupa 13 | The End of Life  | [ 15 ] |
| 2010 | "Home"     | Mateusz Winkiel, Mania Studio  | Clinic For Dolls | [ 12 ] |

## Nagrody i wyróżnienia
| Rok  | Nagroda                      | Kategoria                                     | Nota      |
| ---- | ---------------------------- | --------------------------------------------- | --------- |
| 2009 | Metal Female Voices Awards   | Best newcomer                                 | Nominacja |
| 2009 | Plebiscyt Metal Hammer, 2008 | Najlepsza wokalistka (Aya)                    | 5 miejsce |
| 2009 | Metal Storm Awards 2008      | The Best Gothic Metal Album (The End of Life) | 4 miejsce |
| 2011 | Plebiscyt Metal Hammer, 2010 | Najlepsza wokalistka (Aya)                    | 4 miejsce |